# Нестеров Валеріан Степанович
Валеріан Степанович Не́стеров (10 жовтня 1923, Дмитрієв-Льговський — 10 травня 2001, Харків) — український живописець; член Харківської організації Спілки радянських художників України з 1983 року.

## Біографія
Народився 10 жовтня 1923 року в місті Дмитрієві (нині Курська область, Росія). У Червоній армії з 23 червня 1941 року. Брав участь у німецько-радянській війні. Упродовж 1948—1951 років навчався у Харківському художньому училищі, був учнем Миколи Сліпченка, Льва Фітільова.
Протягом 1951—1953 років працював художником у Харківському обласному товаристві художників; у 1953—1956 роках завідував відділом образотворчого мистецтва в Харківському обласному Будинку народної творчості; у 1956—1983 роках працював художником у Харківському художньо-виробничому комбінаті, де виконав низку монументальних робіт у різних техніках (мозаїка, сграфіто, вітраж, розпис). Одночасно у 1956—1962 роках очолював студію образотворчого мистецтва в Будинку культури залізничників.
Мешкав у Харкові в будинку на проспекті Тракторобудівників, № 114 а, квартира № 26. Помер у Харкові 10 травня 2001 року.

## Творчість
Працював у галузях станкового (писав тематичні композиції, портрети, пейзажі) та монументального живопису. Серед живописних робіт:
- «Річка Єнісей» (1958);
- «Сосни» (1970);
- «Урал» (1970);
- «Після паводка» (1977);
- «Сірий день» (1977);
- «Зимовий ранок» (1970-ті);
- «Куба» (1980);
- «Передгір'я Гобі» (1985).

У 1966 році разом з Львом Фітільовим виконав монументально-декоративне панно у книжковому магазині «Кобзар» у Харкові.
Брав участь у республіканських, всесоюзних і міжнародних виставках з 1958 року. Персональні виставки відбулися у Харкові у 1978, 1991, 1997, 2011 (посмертна) роках.
Деякі картини зберігаються у Харківському художньому музеї.